# عمل مأجور
العمل المأجور هي العلاقة الاقتصادية الاجتماعية بين العمال وصاحب العمل، يبيع فيها العامل قوة عمله في إطار عقد عمل رسمي أو غير رسمي. تحدث هذه الصفقات عادة في سوق العمل إذ يحدد السوق قيمة الأجور. مقابل الأجور المدفوعة، يصبح منتوج العمل المنتج ملكا لرب العمل، باستثناء بعض الحالات الخاصة مثل حقوق الملكية الفكرية وبراءات الاختراع المكتسبة في الولايات المتحدة حيث حقوق براءات الاختراع هي عادة حقوق مكتسبة للموظف المسؤول شخصيا عن الاختراع. العامل الأجير هو الشخص يكون دخله الأساسي نابع من بيع قوة عمله في هذه الطريقة.
في الاقتصادات المختلطة الحديثة مثل الدول الأعضاء في منظمة التعاون الاقتصادي والتنمية، فإن العمل المأجور هو ترتيب العمل الأكثر شيوعا حاليا. على الرغم من أن معظم العمل منظم وفق هذه الهيكلية، فإن ترتيبات العمل المأجور للمديرين التنفيذيين، الموظفين المهنيين والعمال المهنيين المتعاقدين قد تربط مع التحول الطبقي، لذا فمصطلح «العمل المأجور» يعنى به العمال غير المهرة وشبه المهرة أو العمل اليدوي.

## أنواع
الشكل الأكثر شيوعا من العمل المأجور العمل حاليا هو المباشر العادي، أي «بدوام كامل». هذا هو العمل الذي يبيع العامل فيه عمله لفترة غير محددة (من بضع سنوات إلى كامل حياة العامل المهنية)، مقابل أجر مالي (مرتّب) وعلاقة مستمرة مع صاحب العمل لا نجدها مع المقاولين أو الموظفين غير الثابتين. بيد أن للعمل المأجور العديد من الأشكال الأخرى، والعقود الصريحة (أي المشروطة بقوانين العمل والضرائب المحلية) ليست غير مألوفة. التاريخ الاقتصادي يظهر تنوعا كبيرا في طرق تداول وتبادل العمل. الاختلافات تظهر في شكل:
- وضعية التوظيف – يمكن للعامل أن يعمل بدوام كامل، جزئي، أو بصورة متقطعة. يمكن أن يستخدم على سبيل المثال مؤقتا لمشروع معين فقط، أو على أساس دائم. العمل المأجور بدوام جزئي يمكن أن يُجمَع مع العمل للحساب الخاص بدوام جزئي. يمكن أن يستخدم العامل أيضا باعتباره متدربا.
- الوضعية المدنية (القانونية)  – قد يكون العامل على سبيل المثال مواطنا حرا، عاملا بالسخرة، خاضعا للعمل القسري (بما في ذلك بعض أعمال المساجين أو المجندين في الجيش). قد تعطي السلطات السياسية العامل مهام، قد يكون شبه عبد أو قنا يلزم أرضا ما يستخدم بشكل جزئي. وبالتالي فقد يكون عموما العمل طوعيا أو قسريا، وهناك درجات كثيرة بين هذان الطرفان.
- طريقة الدفع (الأتعاب أو التعويض) – يمكن دفع مقابل للعمل «نقدا» (أجر مالي) أو «عينا» (من خلال تلقي سلع و/أو خدمات)، أو في شكل «أجر بالقطعة» حيث تعتمد الأجور بشكل مباشر على إنتاج العامل. في بعض الحالات قد يدفع للعامل في شكل ائتمان يستخدم لشراء السلع والخدمات، أو في شكل خيارات أسهم أو أسهم في المؤسسة.
- طريقة التوظيف - قد ينخرط العامل بعقد عمل بمبادرته الشخصية، أو قد يؤجر عمله كجزء من مجموعة. ولكنه قد يؤجر عمله لطرف ثالث عن طريق وسيط (مثل وكالة التوظيف). في هذه الحالة، فإن الوسيط هو من يتلقى الدفع، لكن العامل يعمل لدى الطرف الثالث الذي يدفع للوسيط. في بعض الحالات، قد تكون عدة عقود فرعية على العمل بين عدة وسطاء. احتمال آخر هو أن يكون العامل قد عينته للوظيفة السلطة السياسية، أو أن وكالة أجّرت العامل لمؤسسة إلى جانب وسائل الإنتاج.

## الانتقادات
العديد من الاشتراكيين يرون بالعمل المأجور جانبا رئيسيا، إن لم يكن السمة المميزة، للنظم الصناعية الهرمية. معظم معارضي المؤسسة يدعمون إدارة العمال الذاتية والديمقراطية الاقتصادية كبدائل للعمل المأجور وللرأسمالية. في حين أن معظم معارضي العمل المأجور يلقون اللوم لوجوده على أصحاب وسائل الإنتاج الرأسماليين، معظم اللاسلطويين وغيرهم من الاشتراكيين التحرريين يحمّلون الدولة مسؤولية متساوية لأنها وُجدت لتكون أداة بيد الرأسماليين لتقديم الدعم (المالي) لهم وحماية مؤسسة الملكية الخاصة لوسائل الإنتاج — مما يضمن تركيز رأس المال بين نخبة من الأثرياء وترك الغالبية العظمى من السكان دون منفذ. بما أن بعض معارضي العمل المأجور متأثرون من المقترحات الماركسية، فالعديد منهم يعارضون الملكية الخاصة، ولكنهم يحترمون الملكية الشخصية.
وبالمثل، فإن العديد من دارسي الاقتصاد النسوي ينتقدون التركيز على العمل المأجور، قائلين أن معظم عمل الرجال مدفوع الأجر في حين أن معظم عمل المرأة غير مدفوع الأجر، كما أظهرت دراسات استقصائية شاملة. العلماء في هذا المجال يحاججون بأن الكثير من عمل المرأة غير المدفوع هذا يدعم إنتاج القيمة الاقتصادية وإعادة إنتاج وإنتاج الوجود الاجتماعي.
إحدى نقاط الانتقاد هي أنه بعد أن يضطر الناس للعمل المأجور بسبب الضرورة الاقتصادية وانعدام وجود بديل ملائم، يحدث الاستغلال؛ وبالتالي فإن الادعاء بأن العمل المأجور «طوعي» من وجهة نظر العامل يعتبر رنجة حمراء لأن العامل ينخرط بهذه العلاقة فقط بسبب إكراه نظامي ناجم عن عدم المساواة في القوة التفاوضية بين طبقة العمال وطبقة رأس المال.

### عبودية الأجر
لقد قارن الاشتراكيون العمل المأجور بالعبودية منذ فترة طويلة. ونتيجة لذلك، فإن مصطلح عبودية الأجر غالبا ما تستخدم كمصطلح ازدرائي للعمل المأجور. وبالمثل، فإن دعاة العبودية تأملوا «شرور مجتمع العبودية مقارنة بالمجتمع الحر، عبودية الإنسان لسيده والعبودية لرأس المال» وشرعوا يجادلون بشكل مقنع بأن عبودية الأجر كانت في الواقع أسوأ من العبودية. مبررو العبودية مثل جورج فيتزيو أكدوا أن العمال لم يقبلوا العمل المأجور إلا بعد مرور الزمن، عندما أصبح الأمر «مألوفا وغفلوا عن الجو الاجتماعي المخموج الذي استنشقوه بشكل متواصل.»
بحسب نعوم تشومسكي، تعود بداية تحليل الآثار النفسية لعبودية الأجر عصر التنوير. في كتابه من عام 1791 في حدود تدخل الدولة، يوضح المفكر الليبرالي الكلاسيكي فيلهلم فون هومبولت كيف أن «ما لا ينبع من الاختيار الحر للإنسان، أو يكون مجرد نتيجة للتعليم والتوجيه، لا يدخل في طبيعة الإنسان؛ إنه لا يُنفّذه بطاقات بشرية حقة، ولكن بمجرد دقة ميكانيكية» وهكذا عندما يعمل العامل تحت سيطرة خارجية «قد نعجب بما يقوم به، لكننا نحتقر ما هو عليه.» تجربتي ميلغرام وستانفورد كانتا مفيدتان للدراسات النفسية حول علاقات أماكن العمل على أساس الأجور. بالإضافة إلى ذلك، بحسب عالم الأنثروبولوجيا ديفيد جربير، فإن أول عقود العمل المأجور الذي نعرف عنها كانت في الواقع عقود إيجار لعبيد (يحصل المالك على حصة من المال والعبد على حصة أخرى، ليستطيع تدبير نفقات المعيشة.) مثل هذه الترتيبات، وفقا لجربير، كانت شائعة جدا في عبودية العالم الجديد أيضا، سواء في الولايات المتحدة أو البرازيل. س.ر.ل. جيمس يزعم في كتابه اليعاقبة السود أن معظم تقنيات تنظيم البشر التي استخدمت على عمال المصانع خلال الثورة الصناعية طُوِّرت في البداية في مزارع الرقيق.
بالنسبة للماركسيين، فإن العمل-بصفته-سلعة، وهو ما يعتبرون العمل المأجور، يوفر نقطة هامة للهجوم على الرأسمالية. «يمكن المحاججة بشكل مقنع،» قال فيلسوف ما «أن مفهوم عمل العامل كسلعة يؤكد وصم ماركس لنظام الأجور في الرأسمالية الخاصة 'بعبودية الأجر؛' أي أنها، أداة بيد الرأسمالي من أجل تقليص مكانة العامل إلى مكانة العبد إن لم يكن أقل من ذلك.» كون هذا الاعتراض أساسي نابع مباشرة من استنتاج ماركس الذي مفاده أن العمل المأجور هو أساس الرأسمالية: «بدون طبقة تعتمد على الأجر، ففي لحظة مواجهة الأفراد لبعضهم البعض بصفتهم أحرارا فلا يمكن أن يكون هناك إنتاج فائض القيمة؛ دون إنتاج فائض القيمة لا يمكن أن يكون هناك أي إنتاج رأسمالي، وبالتالي لا رأسمال ولا رأسمالية!»

## راجع أيضا
- رأسمالية
- نمط الإنتاج الرأسمالي
- عمالة الأطفال
- ثمان ساعات في اليوم
- توظيف كامل
- Immiseration thesis
- اقتصاديات العمل
- نظريات قيمة العمل
- نظرية ماركس في الاغتراب
- الماركسية في الاقتصاد
- احتياطي جيش العمل
- Rate of exploitation
- فائض القيمة
- Sweatshop
- عمل قسري
- عبودية الأجر
- طبقة عاملة
- فقراء عاملون

## الحواشي
1. ↑  Steinfeld 2009، صفحة 3: "All labor contracts were/are designed legally to bind a worker in one way or another to fulfill the labor obligations the worker has undertaken. (ترجمة: كل عقود العمل كانت ولا تزال تصمم كي تكبّل العامل قانونيا بطريقة أو بأخرى بأن يحقق التزامات العمل التي تعهد بها العامل.
2. ↑  Deakin & Wilkinson 2005.
3. ↑  "American Time Use Survey Home Page". مؤرشف من الأصل في 2020-01-02.
4. ↑  name = "(Hartmann, 1979)"
5. ↑  The Unhappy Marriage of Marxism and Feminism: Towards a more Progressive Union - Heidi I. Hartmann, 1979 نسخة محفوظة 19 سبتمبر 2019 على موقع واي باك مشين.
6. ↑  Thompson 1966، صفحة 599.
7. ↑  Thompson 1966، صفحة 912.
8. ↑  Ostergaard 1997، صفحة 133.
9. ↑  Lazonick 1990، صفحة 37.
10. ↑  Hallgrimsdottir & Benoit 2007; Roediger 2007a.
11. ↑  Fitzhugh 1857، صفحة xvi. "نسخة مؤرشفة". مؤرشف من الأصل في 2017-03-23. اطلع عليه بتاريخ 2017-05-13.{{استشهاد ويب}}:  صيانة الاستشهاد: BOT: original URL status unknown (link)
12. ↑  Carsel 1940.
13. ↑  Marx 1847، العمل المأجور والرأسمال. دار التقدم. موسكو ص22.
14. ↑  Chomsky 1993، صفحة 19. "نسخة مؤرشفة". مؤرشف من الأصل في 2017-03-23. اطلع عليه بتاريخ 2017-05-13.{{استشهاد ويب}}:  صيانة الاستشهاد: BOT: original URL status unknown (link)
15. ↑  Thye & Lawler 2006.
16. ↑  Graeber 2004، صفحة 71. "نسخة مؤرشفة" (PDF). مؤرشف من الأصل في 2016-09-11. اطلع عليه بتاريخ 2017-05-13.{{استشهاد ويب}}:  صيانة الاستشهاد: BOT: original URL status unknown (link)
17. ↑  Graeber 2007، صفحة 106.
18. ↑  Marx 1990، صفحة 1006: "قوة العمل، سلعة يبيعها العامل بنفسه."
19. ↑  نقطة أخرى، هي سرقة الرأسماليين من العمال عن طريق فائض القيمة.
20. ↑  Nelson 1995، صفحة 158. هذا الاعتراض الماركسي كان الدافع وراء كتابة مقالة نلسون، الذي يحاجج فيه بأن العمل هو، في الواقع، سلعة.
21. ↑  Marx 1990، صفحة 1005.(عن ملحق كتبه إرنست مندل لترجمته الإنجليزية لكتاب رأس المال.) التشديد من الأصل.
راجع أيضا ماركس 2013، صفحة 705 "الرأسمالي [...] ينتج العامل، ولكن كعامل مأجور. إن تجديد الإنتاج المتواصل هذا، إن هذا التخليد للعامل، هو الشرط اللازم للإنتاج الرأسمالي."

### المقالات
- Carsel، Wilfred (1940). "The Slaveholders' Indictment of Northern Wage Slavery". Journal of Southern History. ج. 6 ع. 4: 504–520. JSTOR:2192167. {{استشهاد بدورية محكمة}}: الوسيط |ref=harv غير صالح (مساعدة)
- Hartmann، Heidi (1979). "The Unhappy Marriage of Marxism and Feminism: Towards a more Progressive Union". Capital & Class [volume = 3 ع. 4: 1–33.
- Graeber، David (2004). شظايا علم الإنسان اللاسلطوي  [لغات أخرى]‏. Prickly Paradigm Press. ISBN:978-0-9728196-4-0. {{استشهاد بكتاب}}: الوسيط |ref=harv غير صالح (مساعدة)
- Graeber، David (2007). Possibilities: Essays on Hierarchy, Rebellion and Desire. AK Press. ISBN:978-1-904859-66-6. {{استشهاد بكتاب}}: الوسيط |ref=harv غير صالح (مساعدة)
- Hallgrimsdottir، Helga Kristin؛ Benoit، Cecilia (2007). "From Wage Slaves to Wage Workers: Cultural Opportunity Structures and the Evolution of the Wage Demands of the Knights of Labor and the American Federation of Labor, 1880–1900". Social Forces. ج. 85 ع. 3: 1393–1411. DOI:10.1353/sof.2007.0037. JSTOR:4494978. {{استشهاد بدورية محكمة}}: الوسيط |ref=harv غير صالح (مساعدة)
- Nelson، John O. (1995). "That a Worker's Labour Cannot Be a Commodity". Philosophy. ج. 70 ع. 272: 157–165. DOI:10.1017/s0031819100065359. JSTOR:3751199. {{استشهاد بدورية محكمة}}: الوسيط |ref=harv غير صالح (مساعدة)
- Roediger، David (2007b). "An Outmoded Approach to Labour and Slavery". Labour/Le Travail. ج. 60: 245–250. JSTOR:25149808. {{استشهاد بدورية محكمة}}: الوسيط |ref=harv غير صالح (مساعدة)
- Steinfeld، Robert (2009). Coercion/Consent in Labor (PDF). COMPAS Working Paper No. 66. Oxford: جامعة أوكسفورد. مؤرشف من الأصل (PDF) في 2015-09-23. اطلع عليه بتاريخ 2013-03-03. {{استشهاد}}: الوسيط |ref=harv غير صالح (مساعدة)

### الكتب الإنجليزية
- Deakin، Simon؛ Wilkinson، Frank (2005). The Law of the Labour Market: Industrialization, Employment, and Legal Evolution. Oxford: دار نشر جامعة أكسفورد. ISBN:978-0-19-815281-1. {{استشهاد بكتاب}}: الوسيط |ref=harv غير صالح (مساعدة)
- Elkins، Caroline (2005). Britain's Gulag: The Brutal End of Empire in Kenya. London: جوناثان كيب للنشر. ISBN:978-0-224-07363-9. {{استشهاد بكتاب}}: الوسيط |ref=harv غير صالح (مساعدة)
- Fitzhugh، George (1857). Cannibals All! or, Slaves Without Masters. Richmond, VA: A. Morris. مؤرشف من الأصل في 2016-12-11. {{استشهاد بكتاب}}: الوسيط |ref=harv غير صالح (مساعدة)
- Krahn, Harvey J., and Graham S. Lowe (1993). Work, Industry, and Canadian Society. Second ed. Scarborough, Ont.: Nelson Canada. xii, 430 p. ISBN 0-17-603540-0
- Olusoga، David؛ Erichsen، Casper W. (2010). The Kaiser's Holocaust: Germany's Forgotten Genocide. London: Faber and Faber. ISBN:978-0-571-23141-6. {{استشهاد بكتاب}}: الوسيط |ref=harv غير صالح (مساعدة)
- Marx، Karl (1847). Wage Labour and Capital. مؤرشف من الأصل في 2019-09-06. {{استشهاد بكتاب}}: الوسيط |ref=harv غير صالح (مساعدة)
- Marx، Karl (1990) [1867]. رأس المال: المجلد الأول. London: Penguin Classics. ISBN:978-0-140-44568-8. {{استشهاد بكتاب}}: الوسيط |ref=harv غير صالح (مساعدة)
- Roediger، David (2007a) [1991]. The Wages of Whiteness: Race and the Making of the American Working Class (ط. revised and expanded). London & New York: Verso. ISBN:978-1-844-67145-8. {{استشهاد بكتاب}}: الوسيط |ref=harv غير صالح (مساعدة)
- Young، John (1997). Peasant Revolution in Ethiopia: The Tigray People's Liberation Front, 1975–1991. Cambridge: مطبعة جامعة كامبريدج. ISBN:978-0-521-02606-2. {{استشهاد بكتاب}}: الوسيط |ref=harv غير صالح (مساعدة)

### الكتب العربية
- ماركس، كارل (2013) [1867]. رأس المال، نقد الاقتصاد السياسي. ترجمة: د. فالح عبد الجبار (ط. الأولى). بيروت، لبنان: دار الفارابي. ج. المجلد الأول. ISBN:978-9953-71-940-5. {{استشهاد بكتاب}}: الوسيط |ref=harv غير صالح (مساعدة) والوسيط |تاريخ الوصول بحاجة لـ |مسار= (مساعدة)

## وصلات خارجية
- Barbrook، Richard (2006). The Class of the New (ط. paperback). OpenMute. ISBN:0-9550664-7-6. مؤرشف من الأصل في 2019-09-17.
- LaborFair الموارد نسخة محفوظة 15 يناير 2018 على موقع واي باك مشين. - رابط وممارسات العمل العادلة